# Acalypha neptunica
Acalypha neptunica är en törelväxtart som beskrevs av Johannes Müller Argoviensis. Acalypha neptunica ingår i släktet akalyfor, och familjen törelväxter.

## Underarter
Arten delas in i följande underarter:
- A. n. neptunica
- A. n. pubescens